# Даль, Якуп

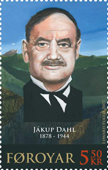
Якуп Даль на почтовой марке Фарерских островов. 2007 г.

Якуп Даль (фар. Jákup Dahl; 5 июня 1878, Воавур — 5 июня 1944, Торсхавн) — фарерский священник, лингвист, переводчик Библии на фарерский язык. Автор первой школьной грамматики на фарерском языке.

## Биография
Сын бизнесмена. В молодости писал стихи. Учился вместе с будущим поэтом Янусом Дьюрхусом. Сторонник движения за независимость Фарерских островов. Член партии Новое самоуправление.
Служил священником лютеранской церкви на Фарерских островах. С 1917 года был пробстом Фарерских островов. Занимался переводами на фарерский язык литературы для использования в христианском богослужении.

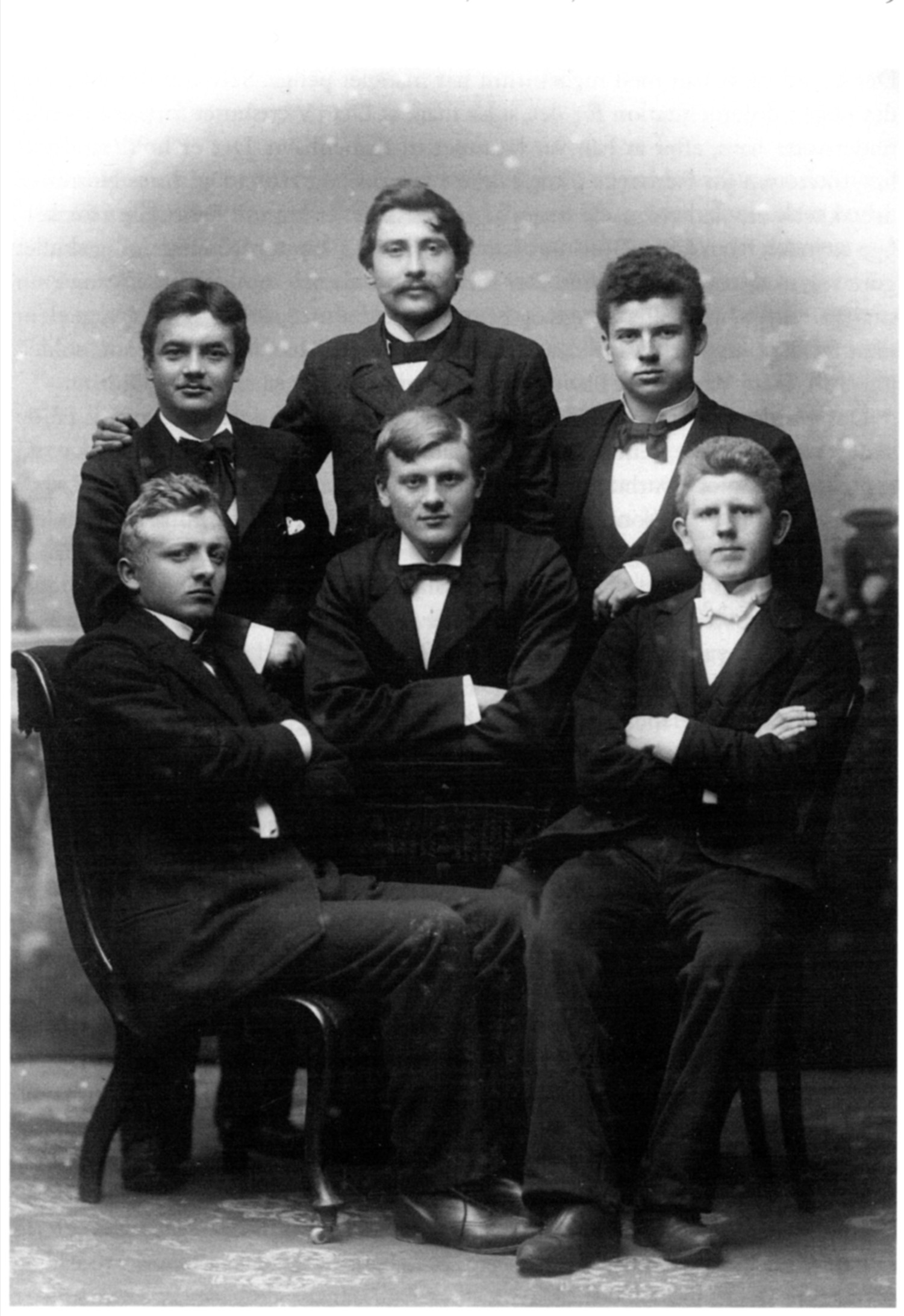
Янус Дьюрхус (в первом ряду слева) в 1900 г. (задний ряд, слева направо) Якуп Даль, Магнус Даль и Йогван Вагстейн; (передний ряд) Петер Даль (Petur Dahl) и Олуф Скалум (Oluf Skaalum)

Начал перевод Библии с Книги Псалмов, который закончил в 1921 году. В 1937 году опубликовал перевод Нового Завета. До своей смерти в 1944 году не успел завершить работу над полным переводом Ветхого Завета. Начатую им работу завершил Кристиан Освальд Видерё, полный перевод Библии которого на Фарерских островах был опубликован в 1961 году.
Кроме того, Якуп Даль переводил церковные песнопения, катехизис и библейские тексты, в том числе проповеди Мартина Лютера.
Автор школьных учебников.

## Избранные публикации
- 1908: Føroysk mállæra til skúlabrúks. (Фарерский язык для обучения в школах)
- 1913: Jólasálmar og morgun og kvøldsálmar (сборник церковных песнопений)
- 1928: Glottar
- 1935: Ávegis
- 1948: Sólin og sóljan
- 1948: Meðan hildið verður heilagt. Lestrarbók. Tórshavn: Føroyskt kirkjumál
- 1970: Í jólahalguni. Sólarris.